# Sober (Galiza)

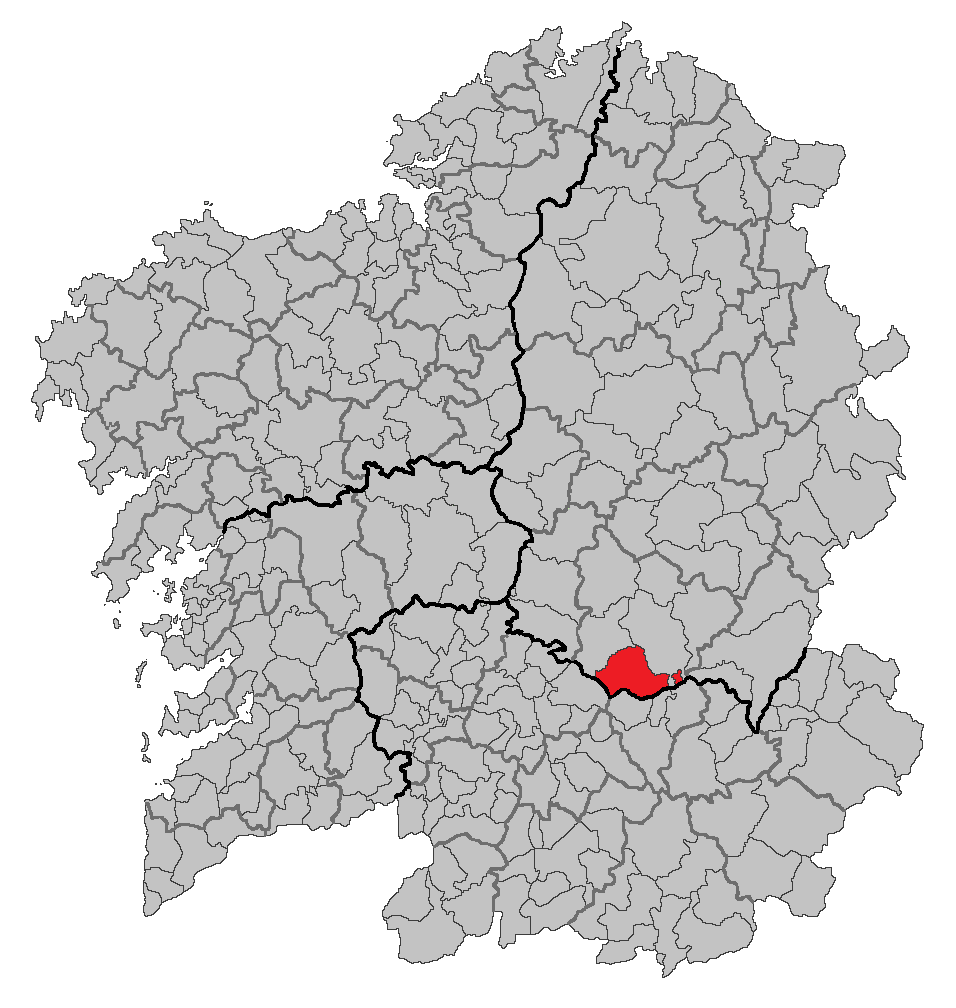
Localização de Sober

Sober é um município da Espanha na província de Lugo, comunidade autónoma da Galiza, de área 134 km² com população de 2836 habitantes (2007) e densidade populacional de 22,37 hab/km².

## Demografia
| Variação demográfica do município entre 1991 e 2004 | Variação demográfica do município entre 1991 e 2004 | Variação demográfica do município entre 1991 e 2004 | Variação demográfica do município entre 1991 e 2004 |
| --------------------------------------------------- | --------------------------------------------------- | --------------------------------------------------- | --------------------------------------------------- |
| 1991                                                | 1996                                                | 2001                                                | 2004                                                |
| 3789                                                | 3331                                                | 3014                                                | 2988                                                |